# Yanar Mohammed
Yanar Mohammed (àrab: ينار محمد, Yanār Muḥammad) (Bagdad, 1960) és una feminista iraquiana. És cofundadora i directora de l'Organització per a l'Alliberament de les Dones a Iraq i editora del diari Al-Mousawat (Llibertat). És una de les activistes més destacades del seu país en favor dels drets de la dona i ha rebut el Premi Gruber pels drets de la dona i el Premi Rafto.